# 中国科学院地理研究所
中国科学院地理研究所曾是中华人民共和国的地理学研究机构，现已划分为3所研究所。

## 历史沿革
1940年8月，中国地理研究所在重庆北碚成立。1947年夏迁往南京。
1953年正式改建为中国科学院地理研究所。1958年，研究所主体迁往北京，成立中国科学院地理科学与资源研究所；大地测量组迁往武汉，建立中国科学院武汉测量制图研究所；部分研究人员留在南京，建立中国科学院南京地理研究所。